# 高市未来
高市未来（日语：／ Takaichi Miku，1994年4月7日—），旧姓田代（日语：／ Tashiro），生于东京都八王子市，是一名日本女子柔道运动员，主攻63公斤级项目。田代在小学2年级时受父亲和兄长的影响开始接触柔道。2013年4月，她在从淑德高校毕业后加入小松女子柔道部。由于她和曾获得奥运两连冠的谷本步实属同一级别，她也被寄予厚望，不少媒体称她“谷本二世”。